# Arghistan
Pour les articles homonymes, voir Arghistan (homonymie).
Arghistan, aussi appelé Arghestan ou Arghastan, est le chef-lieu du district d'Arghistan dans la province de Kandahâr en Afghanistan. Il est situé dans la vallée de l'Arghastan à 1 254 m d'altitude.

## Crédit d'aueurs
- (en) Cet article est partiellement ou en totalité issu de l’article de Wikipédia en anglais intitulé « Arghistan » (voir la liste des auteurs).